# 哈维尔·阿吉雷
哈维尔·阿吉雷·安納恩迪亞（Javier Aguirre Onaindía，1958年12月1日—）是一名墨西哥足球教练员、前足球运动员，曾經執教墨西哥國家男子足球隊和日本國家男子足球隊。

## 球員及教練生涯
艾古爾效力過兩家墨西哥的俱乐部，包括阿美利加，在那里他隨隊贏了不少冠軍。他还在西班牙效力奧沙辛拿和美國球會洛杉磯阿茲特克。
他在1983年至1992年期間共为墨西哥国家队出賽59場，攻入13个进球。他曾參與1986年世界杯，結果球隊在八強遭歐洲勁旅西德淘汰。
2015年2月3日，因為涉及2011年西班牙足球甲級聯賽假球醜聞，被日本拔除總教練職務，當時他執教的皇家薩拉戈薩，涉嫌付給萊萬特體育聯盟球員96萬5千歐元，換取比賽的勝利，讓球隊得以免於降級命運（但還是在2013年被降至乙級後維持乙級至今）。
2015年6月8日，他成為阿爾華達足球俱樂部的總教練。

## 榮譽

### 領隊
洲際冠軍
墨西哥
- 美洲金盃: 1

2009
球會冠軍
帕丘卡
- 墨西哥聯賽: 1

1999
馬德里體育會
- 圖圖盃: 1

2007

## 外部連結
- 哈维尔·阿吉雷在National-Football-Teams.com的資料
- nasljerseys.com with Aguirre's American statistics (incomplete)